# Ronsard à son âme
Ronsard à son âme est une mélodie pour voix et piano de Maurice Ravel composée en 1924 sur un poème de Pierre de Ronsard.

## Composition
Sur le poème À son âme de Pierre de Ronsard, 

« Amelette Ronsardelette,

Mignonnelette doucelette,

Treschere hostesse de mon corps,

Tu descens là bas foiblelette,

Pasle, maigrelette, seulette,

Dans le froid Royaume des mors :

Toutesfois simple, sans relors

De meurtre, poison, ou rancune,

Méprisant faveurs et tresors

Tant enviez par la commune.

Passant, j'ay dit, suy ta fortune

Ne trouble mon repos, je dors. »

extrait de ses Derniers Vers (1586) et inspiré de l'épigramme Animula vagula blandula de l'empereur romain Hadrien, Ravel compose en 1924 une mélodie  intitulée Ronsard à son âme, « délicieuse d'ironique tristesse et de modestie orgueilleuse ». 
L’œuvre est intégrée la même année à l'ouvrage collectif Tombeau de Ronsard, publié par La Revue musicale à l'occasion du quatre centième anniversaire de la naissance du poète. 

## Création
La partition est créée le 26 avril 1924 par la commanditaire et dédicataire Marcelle Gerar au chant, avec le compositeur au piano, au cours d'un concert au Aeolian Hall de Londres.
La création française se déroule le 7 mai 1924, lors d'une séance salle Gaveau de la Société musicale indépendante, avec Marcelle Gerar et la pianiste Madeleine d'Aleman. Quelques jours plus tard, une nouvelle exécution a lieu, le 15 mai 1924 au théâtre du Vieux-Colombier, où l’œuvre côtoie les autres mélodies expressément composées pour le Tombeau de Ronsard,.

## Analyse
Ronsard à son âme est de « forme brève et d'un style musical archaïsant ». Marie-Claire Beltrando-Patier mentionne plusieurs procédés utilisés : la « modalité, [un] usage constant de l'intervalle de quinte harmonique et mélodique, [une] récitation à faible disjonction dans un ambitus court ».
Vladimir Jankélévitch note qu'harmoniquement « l'épitaphe [...], qui tient sur une seule portée, s'engage à n'employer, de bout en bout, que des quintes justes ».
L’œuvre, d'une durée moyenne d'exécution de deux minutes trente environ, est publiée séparément par Durand en 1924 et porte le numéro M. 75 dans le catalogue du compositeur établi par Marcel Marnat.  

## Version pour orchestre
La mélodie connaît une orchestration en 1935, version qui est créée le 17 février par Martial Singher et les Concerts Pasdeloup à l'Opéra-Comique, sous la direction de Piero Coppola,.  
Présente à cette audition, Hélène Jourdan-Morhange souligne la ligne mélodique « pure et dépouillée » de la partition, et « la résonance métallique du dernier accord [qui] surprend par l'emploi prévu du « vibraphone », ce nouvel instrument dont Ravel enrichit sa palette sonore ».
| Instrumentation                                                      |
| Bois                                                                 |
| 2 flûtes, 2 hautbois, 2 clarinettes, 1 basson                        |
| Percussions                                                          |
| vibraphone, tam-tam, piano                                           |
| Cordes                                                               |
| premiers violons, seconds violons, altos, violoncelles, contrebasses |

## Discographie

### Version avec piano
- Maurice Ravel : The Complete Works, CD 14, par Jean-Christophe Benoît (baryton) et Aldo Ciccolini (piano), Warner Classics 0190295283261, 2020.
- Ravel : Complete Mélodies, CD 2, par Christian Immler (baryton) et Filippo Farinelli (piano), Brilliant Classics 94743, 2015.
- Ravel : Complete Songs for Voice and Piano, CD 2, par Laurent Naouri (baryton) et David Abramovitz (piano), Naxos 8.554176-77, 2003.

### Version avec orchestre
- Maurice Ravel : The Complete Works, CD 14, par Gérard Souzay (baryton), l'Orchestre de la Société des concerts du Conservatoire, André Vandernoot (dir.), Warner Classics 0190295283261, 2020.

### Ouvrages généraux
- Marie-Claire Beltrando-Patier, « Maurice Ravel », dans Brigitte François-Sappey et Gilles Cantagrel (dir.), Guide de la mélodie et du lied, Paris, Fayard, coll. « Les Indispensables de la musique », 1994, 916 p. (ISBN 2-213-59210-1), p. 522-534.
- Michel Duchesneau, L'Avant-garde musicale et ses sociétés à Paris de 1871 à 1939, Paris, Éditions Mardaga, 1997, 352 p. (ISBN 2-87009-634-8).

### Monographies
- Christian Goubault, Maurice Ravel : le jardin féerique, Paris, Minerve, 2004, 357 p. (ISBN 2-86931-109-5, BNF 39264179).
- Vladimir Jankélévitch (préf. Alexandre Tharaud), Ravel, Paris, Seuil, coll. « Points », 2018 (1re éd. 1956) (ISBN 978-2-7578-7445-5).
- Marcel Marnat, Maurice Ravel, Paris, Fayard, coll. « Indispensables de la musique », 1986, 828 p. (ISBN 2-213-01685-2, BNF 43135722).
- Bénédicte Palaux Simonnet, Maurice Ravel, Paris, Bleu Nuit éditeur, 2019, 176 p. (ISBN 978-2-35884-085-9).

### Écrits
- Maurice Ravel. L’intégrale : Correspondance (1895-1937), écrits et entretiens, édition établie, présentée et annotée par Manuel Cornejo, Paris, Le Passeur Éditeur, 2018, 1776 p.  (ISBN 978-2368905777).